# Царськосільська гімназія
Царськосільська Імператорська Миколаївська гімназія — чоловічий середній навчальний заклад у Царському Селі.

## Історія гімназії
1843 року, після переїзду Царськосільського ліцею до Санкт-Петербурга, у Царському селі було відкрито жіноче духовне училище, а 1865 року жіноча Маріїнська гімназія. Заможні городяни віддавали своїх синів до Петербурзьких навчальних закладів, решта задовольнялися початковою освітою своїх синів. У 1866 році міщани звернулися з проханням про відкриття семикласної чоловічої гімназії. В процесі чотирирічного узгодження з міністерством народної освіти, міністром Двору, куратором навчального округу Санкт-Петербурга, виходячи з наявних коштів, спочатку намічалося відкрити прогімназію, а потім приватну реальну шестикласну гімназію, і зрештою, в травні 1870 року було отримано дозвіл на відкриття в Царському Селі казенної чоловічої гімназії, яку було названо Миколаївською. Було вирішено відкрити спочатку підготовчий клас і три гімназійних класи, решту класів передбачалося відкрити в міру потреби й знаходження необхідних коштів. Кошти на утримання було надано Міністерством народної освіти, але значну суму складали щорічні додаткові допомоги від міста — 2000 рублів, від купців і городян — 5000 рублів, від домовласників — 3000 рублів. Плата за навчання складала 75 рублів. Для надання можливості вступу з гімназії до університету, статус гімназії був визначений як класична з вивченням латинської мови.
Відкриття гімназії відбулося 8 вересня 1870 року. Директором гімназії з 4 липня 1870 року було призначено статського радника, інспектора 5-ї Санкт-Петербурзької гімназії Івана Івановича Піскарьова. Почесним куратором був затверджений генерал-майор Петро Мартинович Мейер.
1874 року в гімназії було відкрито VII-й клас, а наступного року (після відкриття VIII-го класу) гімназія досягла повної кількості необхідних за статутом класів. 1876 року на першому випуску учнів гімназії було всього три учні та два випускники-екстерни.
З 17 серпня 1881 року гімназія стала називатися «"Імператорська" Миколаївська Царськосільська гімназія».
Після смерті першого директора І. І. Піскарьова 1 жовтня 1887 року його місце зайняв Лев Олександрович Георгієвський. При ньому в 1889—1890 роках було надбудовано третій поверх, проведено електричне освітлення, зроблено актовий зал та приміщення для бібліотеки; 2 вересня 1891 року було відкрито пансіон на 60 вихованців, завдяки чому загальна кількість учнів зросла до 300 осіб.
До 1895 року гімназію закінчив уже 171 учень.
16 жовтня 1896 року на посаду директора гімназії був призначений І. Ф. Анненський. Навколо Анненського 

поступово було згруповано твердий кадр чудових педагогів. Деяких він уже застав на місці, інших залучив особисто. А. А. Мухін, В. І. Орлов, С. О. Цибульський, проф. Варнеке, Р. О. Геппенер, проф. Митрофанов та ін., — усе це були люди з високою освітою та передовими поглядами. До гімназійної науки вливалися струмені справжніх знань не з підручників. Ці викладачі часто далеко йшли за межі гімназійних навчальних програм…
— В. Кривич (В. І. Анненський) Про Інокентія Анненського. Сторінки й рядки спогадів сина
При І. Ф. Анненському, 26 та 27 травня 1899 року, в Царському Селі відбулося святкування сторіччя від дня народження О. С. Пушкіна, в якому брали діяльну участь учні й викладачі гімназії. Також за часів його директорства відбулося 30-річчя гімназії та події 1905 року, котрі привели до того, що 2 січня 1906 року І. Ф. Анненський віддав гімназію призначеному на його місце Я. Г. Мору. З 1880 до 1900 року виконувачем обов'язків, а з 1891 року інспектором царськосільської гімназії був І. І. Фоміліант.
1906 року пансіон було закрито.
1914 року директором Царськосільської гімназії став К. О. Іванов.
1918 року гімназію було перейменовано в Дитячу сільську першу єдину трудову школу.

## Відомі учні гімназії
1878
- Павло Буржинський[5]

1879
- Павло Безобразов

1880
- Марк Бродовський

1882
- Григорій Віленкін[6] (срібна медаль)

1884
- Федір Щербатской

1885
- Микола Колпаков
- Євген Марков

1888
- Михайло Штейнберг

1890
- Сергій Головань

1891
- Юлій Цедербаум

1892
- Володимир Іванов (срібна медаль)

1895
- Микола Трубіцин

1896
- Аркадій Руманов (золота медаль)

1899
- Валентин Анненський
- Михайло Вавельберг[7]
- Іларіон Васільчиков (золота медаль)

1900
- Іван Манухін
- Олександр Оцуп (золота медаль)

1901
- Олександр Віленкін (срібна медаль)
- Гліб Івашенцов (срібна медаль)
- Олександр Лапчинський (1901)
- Вітольд Полонський (1901)

1902
- Юрій Деларов (золота медаль)
- Аркадій Іванов

1903
- Максиміліан Мусселіус

1904
- Володимир Візе

1905
- Всеволод Венгеров (золота медаль)
- Михайло Оцуп (срібна медаль)

1906
- Олександр Бородін (золота медаль)
- Микола Гумільов[8]

1907
- Микола Пунін

1908
- Сергій Оцуп (золота медаль)
- Михайло Травчетов (срібна медаль)
- Юрій Кос
- Михайло Циммерман

1909
- Лев Аренс

1910
- Георг фон Альбрехт (золота медаль)
- Павло Оцуп (золота медаль)

1911
- Дмитро Крачковський

1913
- Микола Оцуп (золота медаль)

1916
- Микола Маторин (срібна медаль)
- Георгій Оцуп (срібна медаль)

1918
- Андрій Васенко
- Мячісловас Ґядвілас

Навчалися в Царськосільській гімназії: Дешевов Володимир Михайлович (1898—1903); Лаппо Іван Іванович; Горданов В'ячеслав В'ячеславович; Царьов Михайло Іванович (1917—1918).

### Списки випускників
- Список випускників 1876—1898 [Архівовано 26 липня 2020 у Wayback Machine.]
- Список випускників 1899—1905 [Архівовано 26 липня 2020 у Wayback Machine.]
- Список випускників 1906—1910 [Архівовано 26 липня 2020 у Wayback Machine.]

## Викладачі
- Александров Анатолій Олександрович — російська мова (1906—1907)
- Анненський Інокентій Федорович — стародавні мови (1896—1906)
- Бородін Олександр Олександрович — російська мова, словесність (1910—1917)
- Варнеке Борис Васильович — стародавні мови (1902—1904)
- Ветвеницький Андрій Афанасійович — закон Божий (1870—1878)
- Деларов Юрій Павлович — математика, фізика (1907—1917)
- Іванов Костянтин Олексійович — історія (1914—1917)
- Лаппо Іван Іванович — історія (1892—1897)
- Манштейн Сергій Андрійович — стародавні мови (1887—1892)
- Мареш Йосип Федорович — стародавні мови (1872—1887)
- Митрофанов Павло Павлович — російська мова (1898—1901)
- Мор Яків Георгійович — німецька мова (1906—1914)
- Мухін Аркадій Андрійович — російська та стародавні мови (1891—1906)
- Орлов Володимир Іванович — російська мова та словесність (1899—1907)
- Пискарьов Іван Іванович — стародавні мови (1870—1887)
- Рождественський Олександр Васильович — закон Божий (1878—1907)
- Ростовцев Михайло Іванович — стародавні мови (1892—1895)
- Сидоров Петро Аполлонович — латинська мова (1909—1917)
- Смирнов Олексій Андрійович — заслужений викладач, латинська та російська мови (1870—1899)
- Соколов Аркадій Федорович — географія (1870—1883)
- Стуколкін Лев Петрович — танці (1888—1894)
- Тихомиров Іван Олександрович — латинська мова й історія (1878—1885)
- Травчетов Іван Матвійович — математика, інспектор гімназії (1901—1907)
- Тріумфов Віктор Олександрович — математика та фізика (1900—1915)
- Фоміліант Ісаак Іванович — математика та фізика (1872—1900)
- Форстен Георгій Васильович — історія (1887—1890)
- Цибульський Степан Осипович — стародавні мови (1890—1903)
- Чугунов Олександр Іванович — малювання (?—1917)
- Щукарьов Олександр Миколайович — стародавні мови (1889—1890)